# Heaven Is a Place on Earth
«Heaven Is a Place on Earth» (с англ. — «Рай — это место на земле») — сингл американской певицы Белинды Карлайл, выпущенный 14 сентября 1987 года с её второго студийного альбома Heaven on Earth. Кроме того, предваряя выход альбома, песня была издана отдельным синглом (это был первый лид-сингл с того альбома).
В США сингл достиг 1-го места в американском Billboard Hot 100 и в Великобритании в UK Singles Chart). Сингл был номинирован на премию Грэмми за лучшее женское поп-вокальное исполнение в 1988 году, но проиграл песне Уитни Хьюстон I Wanna Dance with Somebody (Who Loves Me). В 2017 году Дэйв Фавберт из журнала ShortList включил эту песню в список песен с величайшими переходами тональности в истории музыки.
В 2015 году Карлайл перезаписала ее как акустическую балладу. Эта версия появилась на ее альбоме Wilder Shores, который сочетает в себе акустические треки с мировыми битами и традиционными сикхскими песнопениями.

## Музыкальный клип
Клип на песню был снят режиссером и актрисой Дайан Китон, также в нём появляется муж Карлайл, Морган Мейсон.
В клипе танцуют и поют дети в чёрных масках и серых накидках, держащие в руках светящиеся пластиковые глобусы, Карлайл появляется в чёрном платье без бретелек и бордовом кардигане, а затем — в чёрной кофте с открытыми плечами и розовым бантом.
Съёмки проходили частично в тематическом парке «Six Flags Magic Mountain» в Валенсии (ныне Санта-Кларита), штат Калифорния, на ныне несуществующем аттракционе «Spin Out ride».

## Трек-лист
1. «Heaven Is a Place on Earth» — 4:06
2. «We Can Change» — 3:45
3. «Heaven Is a Place on Earth» (The Heavenly version) — 5:59
4. «Heaven Is a Place on Earth» (a cappella version) — 3:49

## Чарты
| Чарт (1987—1988)                   | Высшая позиция |
| ---------------------------------- | -------------- |
| Australia (Kent Music Report)      | 2              |
| Австрия (Ö3 Austria Top 40)        | 10             |
| Бельгия/Фландрия (Ultratop 50)     | 3              |
| Канада (RPM Top Singles)           | 3              |
| Канада (RPM Adult Contemporary)    | 5              |
| Denmark (Tracklisten)              | 3              |
| Europe (European Hot 100 Singles)  | 1              |
| Finland (Suomen virallinen lista)  | 3              |
| Iceland (Íslenski Listinn Topp 10) | 7              |
| Ирландия (IRMA)                    | 1              |
| Нидерланды (Dutch Top 40)          | 7              |
| Нидерланды (Single Top 100)        | 7              |
| Новая Зеландия (Recorded Music NZ) | 1              |
| Норвегия (VG-lista)                | 1              |
| Poland (LP3)                       | 15             |
| South Africa (Springbok Radio)     | 1              |
| Spain (AFYVE)                      | 10             |
| Швеция (Sverigetopplistan)         | 1              |
| Швейцария (Schweizer Hitparade)    | 1              |
| Великобритания (OCC UK Singles)    | 1              |
| США (Billboard Hot 100)            | 1              |
| США (Billboard Adult Contemporary) | 7              |
| US Cash Box Top 100                | 1              |
| ФРГ (GfK)                          | 3              |
| Zimbabwe (ZIMA)                    | 1              |

| Чарт (2020)                     | Высшая позиция |
| ------------------------------- | -------------- |
| Польша (Polish Airplay Top 100) | 76             |

| Чарт (1987)              | Позиция |
| ------------------------ | ------- |
| Canada Top Singles (RPM) | 36      |

| Чарт (1988)                           | Позиция |
| ------------------------------------- | ------- |
| Australia (ARIA)                      | 11      |
| Belgium (Ultratop 50 Flanders)        | 30      |
| Canada Top Singles (RPM)              | 99      |
| Europe (European Hot 100 Singles)     | 22      |
| Netherlands (Dutch Top 40)            | 61      |
| Netherlands (Single Top 100)          | 81      |
| New Zealand (Recorded Music NZ)       | 9       |
| South Africa (Springbok Radio)        | 4       |
| Switzerland (Schweizer Hitparade)     | 8       |
| UK Singles (Official Charts Company)  | 17      |
| US Billboard Hot 100                  | 7       |
| West Germany (Official German Charts) | 38      |

## Сертификации
| Регион                                                      | Сертификация | Продажи |
| ----------------------------------------------------------- | ------------ | ------- |
| Канада (Music Canada)                                       | Золотой      | 50 000^ |
| Великобритания (BPI)                                        | Золотой      | 601,000 |
| ^ Данные о тиражах приведены только на основе сертификации. |              |         |